# Marketerietafeln von Januarius Zick und David Roentgen

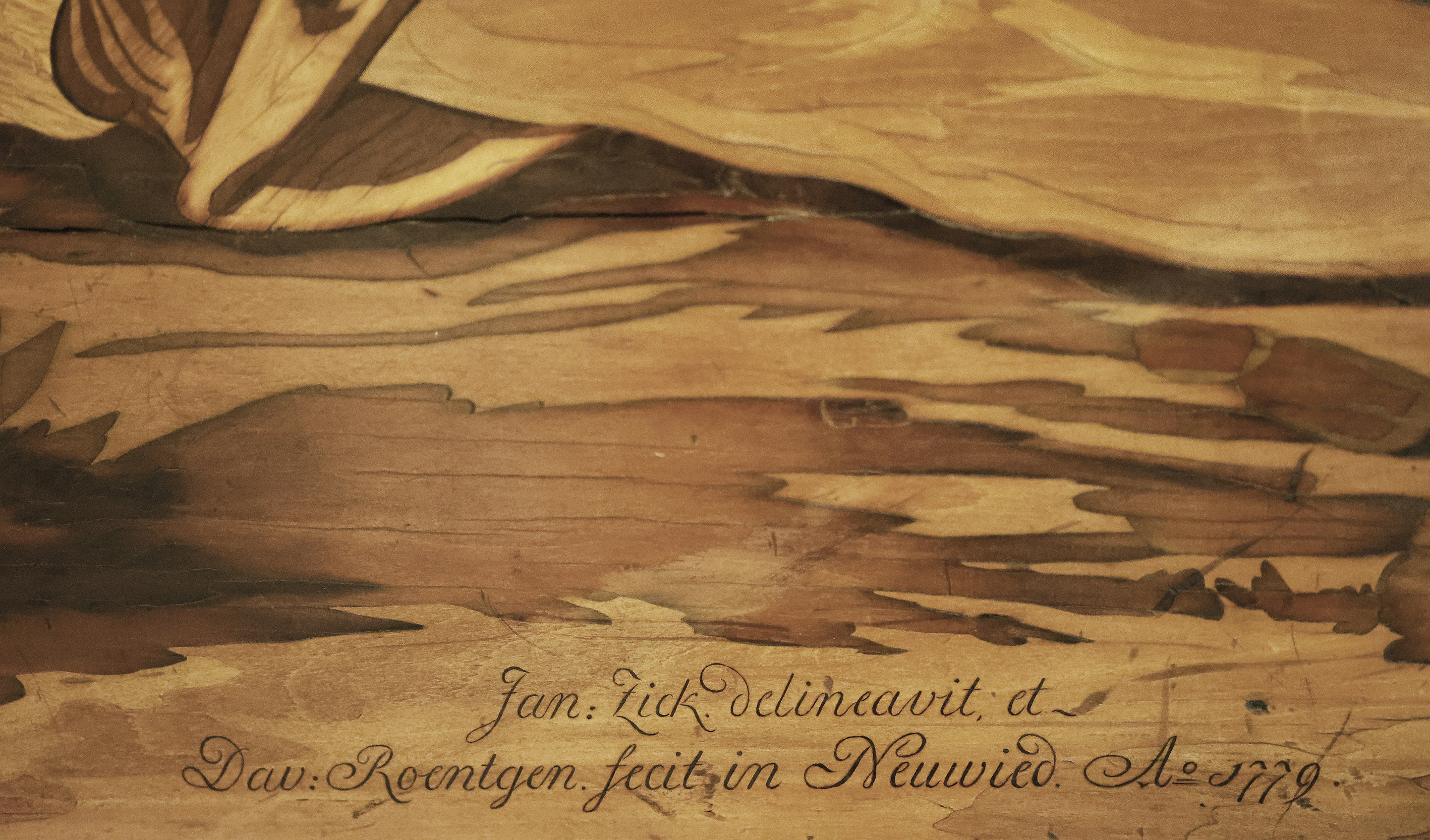
Signatur in Furniertechnik auf der Marketerietafel: "Die römischen Frauen ringen mit den Sabinern um den Frieden", Neuwied/Rhein 1779

Die Marketerietafeln von Januarius Zick und David Roentgen wurden 1778/1779 nach dem Entwurf des Malers und Architekten Januarius Zick in der Werkstatt des Kunstschreiners David Roentgen in Neuwied gefertigt. Die beiden Marketerien als große und prächtige Wandverkleidungen aus kostbaren Hölzern sind im Museum für angewandte Kunst in Wien ausgestellt. Sie sind jeweils 359 cm hoch und 373 cm breit, wiegen 446 und 700 kg und sind die einzigen ihrer Art.

## Auftraggeber und Provenienz
Durch einen Vertrag von 1778 ist bekannt, dass die Marketerien für das Audienzzimmer des habsburgischen Statthalters Herzog Karl Alexander von Lothringen in seinem Brüsseler Wohnsitz, dem ehemaligen Palais Nassau, bestellt worden waren. Die Arbeiten zogen sich über ein Jahr hin und wurden im Juni 1779, unmittelbar nach ihrer Anbringung, mit der hohen Summe von 1.000 Louis d’or bezahlt. Sie traten an die Stelle von Teppichen, was ihre Größe erklärt, und sollten „völlig Gemälden gleichen“. Der Auftraggeber, ein Bruder von Kaiser Franz I., hatte schon mehrere Möbel aus der Werkstatt von Abraham Roentgen und seinem Sohn David Roentgen erworben. Wie Reinier Baarsen dem Vertrag und dem Tagebuch des Herzogs entnehmen konnte, flankierten die Tafeln die Eingangstüre des Audienzzimmers. Zwischen dem repräsentativen Grand Salon und dem privateren Schreibzimmer gelegen, zählte dieser Raum zu der persönlichen Repräsentationssphäre des Prinzen. Er war mit zehn Spiegeln, einem Porzellanofen und Bronzewerk über den Marketerientafeln ausgestattet und verfügte über kostbares und aufwendig verlegtes Parkett. Für den zehntägigen Transport der großen Tafeln von Neuwied nach Brüssel wurde jede Tafel in zwei Teile zerlegt. Bevor David Roentgen sie mit seinem Mitarbeiter Johann Michael Rummer montierte, war der Transport logistisch zu bewerkstelligen. Man belud daher den Wagen mit den zwei schweren Kisten, die insgesamt 5 Tonnen wogen, zusätzlich mit weiteren Möbeln und einigen Weinfäßchen, damit das Gewicht besser verteilt wurde.  Der Herzog starb schon ein Jahr nach dem Einbau der Tafeln. Sein Nachfolger im Statthalteramt, Erzherzog Albert Kasimir von Sachsen-Teschen übernahm die Marketerien und ließ sie nach Wien in sein Palais (das Gebäude der heutigen Albertina) bringen. Sein Erbe, Erzherzog Karl von Habsburg, vermachte sie 1823 dem Nationalfabriksproduktenkabinett, dem Vorläufer des Museum für angewandte Kunst in Wien (MAK-Museum Wien).

## Darstellungen

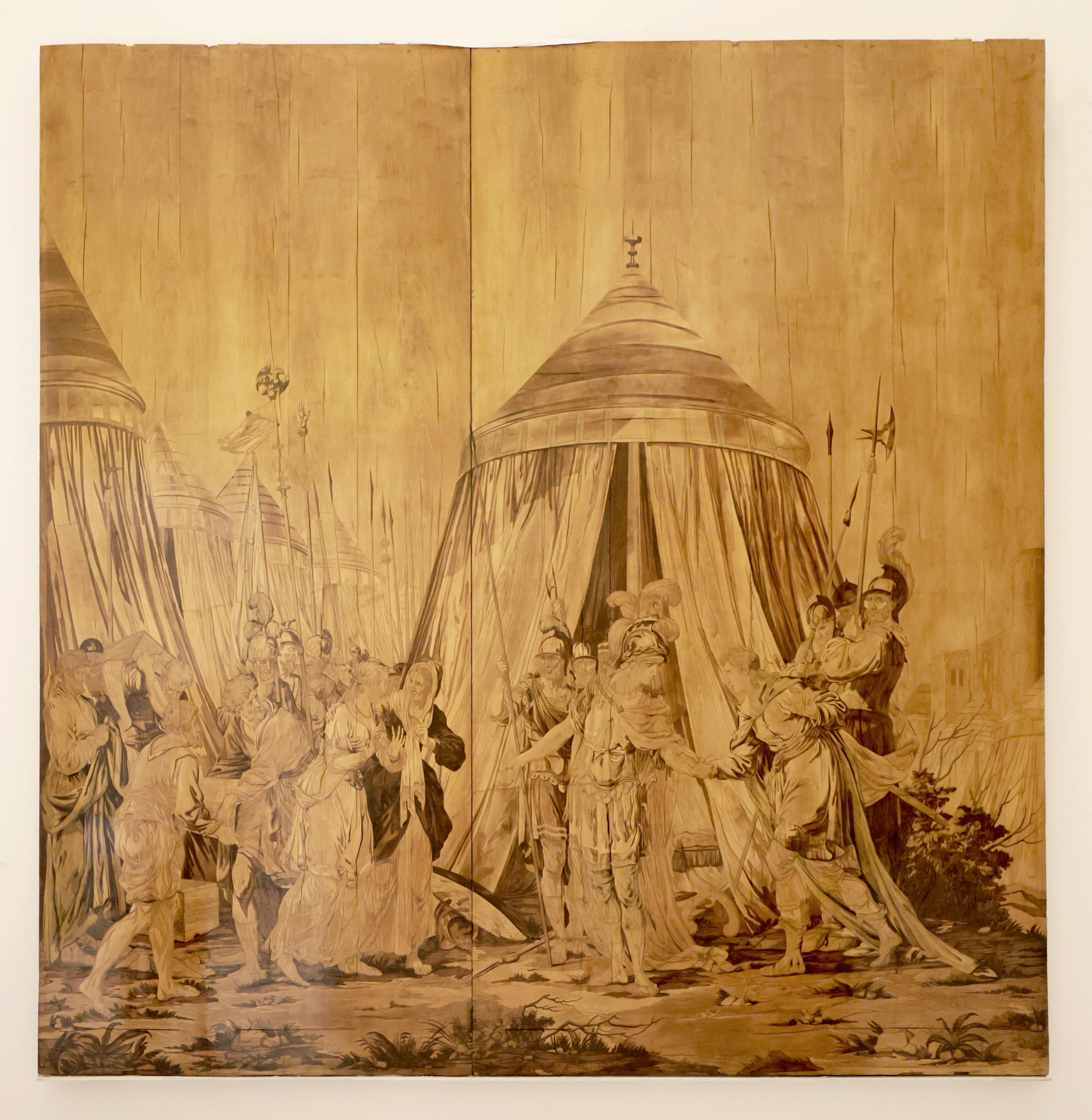
Die Großmut des Scipio

Beide Tafeln zeigen im 18. Jahrhundert beliebte Friedens-Motive, die auf den römischen Autor Livius und auf Plutarch zurückgehen. Zu sehen sind auf der einen Tafel „Die Großmut des Scipio“ (auch genannt die „Enthaltsamkeit des Scipio“) das Feldlager und das Zelt des römischen Feldherrn Scipio Africanus. Dieser steht vor dem Zelteingang und reicht einem jungen Mann die Hand, während auf der anderen Seite eine junge Frau herbeigeführt wird. Dem Feldherren war für die Eroberung einer Stadt ein Mädchen versprochen worden. Doch er nahm das Geschenk nicht an und gab die junge Frau (linke Figur) ihrem Bräutigam (dem jungen Mann rechts) zurück und schenkte darüber hinaus dem Paar das angebotene Lösegeld für seine Hochzeit. 

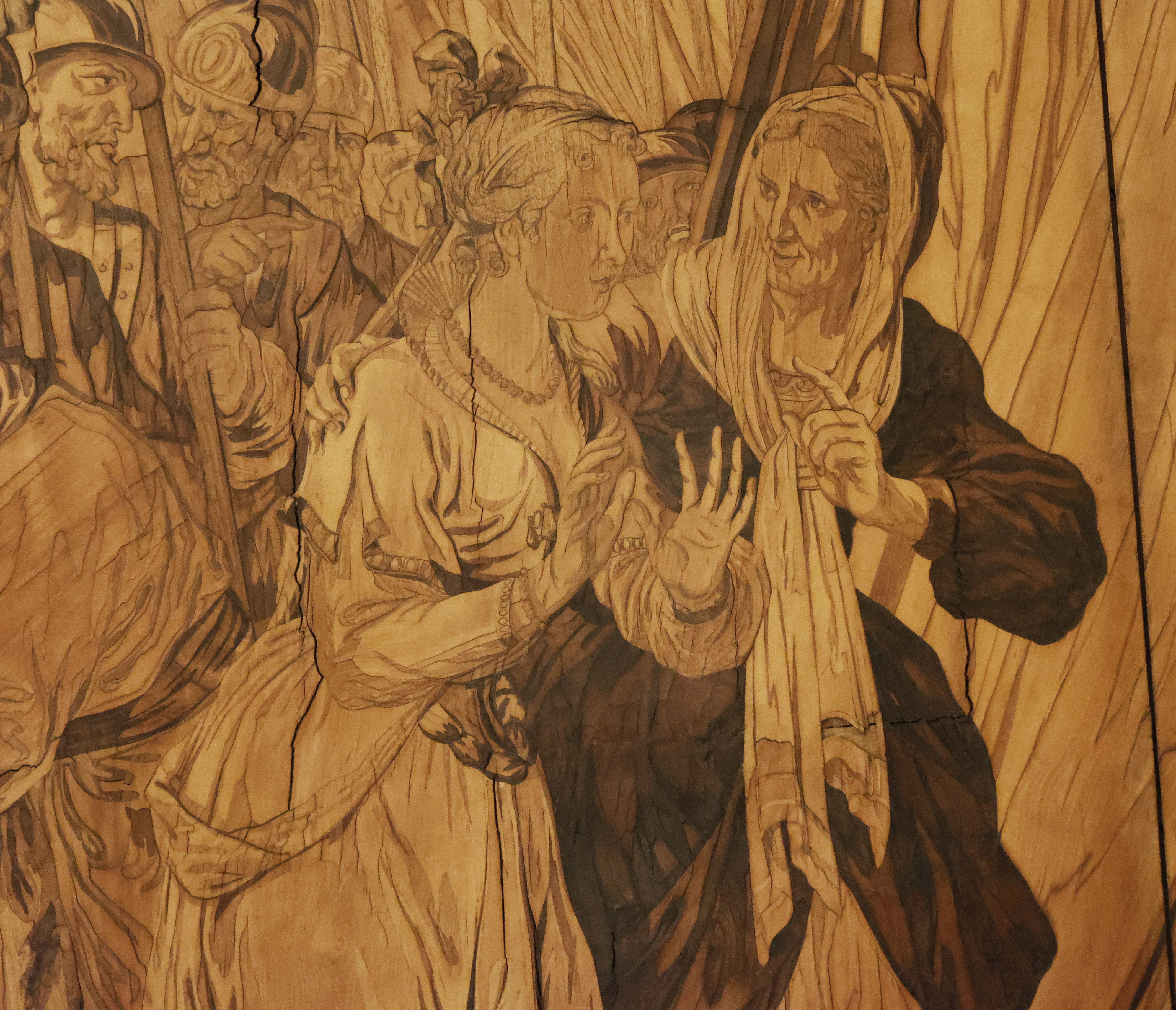
Die Großmut des Scipio. Ausschnitt: Die Gefangene wird Scipio vorgeführt und von ihm freigelassen.

Die zweite Tafel „Die römischen Frauen ringen mit den Sabinern um den Frieden“ (auch „Die Versöhnung der Sabiner und Römer“ oder „Veturia, die Mutter des Coriolanus, hält diesen von Feindseligkeiten gegen Rom ab“) zeigt als zentrale Gruppe vor einer Stadtkulisse eine Frau (Veturia), die einen Soldaten, der sein Schwert erhoben hat (Gnaeus Marcus Coriolanus), anfleht, das Schwert zu senken. Links von ihr eine Gruppe Frauen und rechts eine Gruppe bewaffneter Soldaten, am Boden liegt eine Person, die ihr Leben wohl schon verloren hat. 

Unterhalb des Gefallenen ist die Tafel in Furniertechnik signiert und datiert: Jan: Zick delineavit et. Dav: Roentgen fecit in Neuwied. Ao.1779.

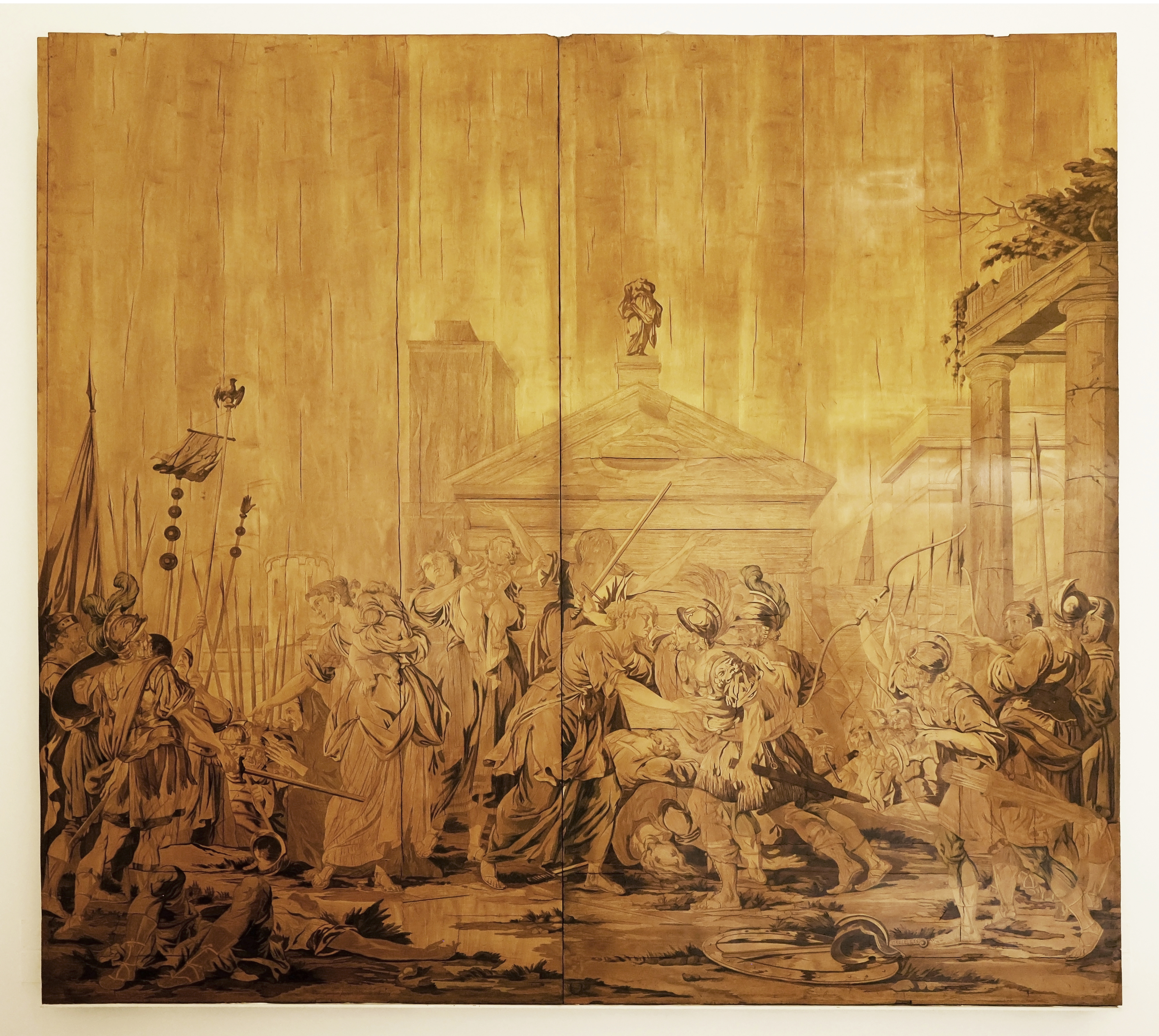
Die römischen Frauen ringen mit den Sabinern um den Frieden

Im Städelmuseum in Frankfurt befinden sich Zeichnungen mit den gleichen Motiven, die aber wegen ihrer Abweichungen nicht eins zu eins als Vorlage für die Holzvertäfelung gelten dürfen.

## Technik
Marketerie ist eine Furniertechnik, die anders als die Intarsie, nicht eingelegt ist, sondern wie ein Puzzle als Ganzes aufgeleimt wird. Es wurden bei der Herstellung der Tafeln verschiedenste Holzarten verwendet, so sind Bärte und Locken aus Nussbaumholz, die Architekturteile aus gefladertem Holz, die Mosaikeinlagen hingegen Nuss- und Ahornfurniere. Die Marketieriearbeit der Werkstatt Roentgen hat mit diesem Werk einen Höhepunkt in Feinheit und Raffinesse erreicht. Selbst die Schrift der Künstlersignatur ist als Einlegearbeit ausgeführt. Die Farbigkeit der Holztafeln ist heute nur noch schwach sichtbar.

## Kunsthistorische Einordnung und Rezeption
Die beiden Tafeln sind Beispiele für die hohe Entwicklung der Handwerkskunst im 18. Jahrhundert als auch für die Zusammenarbeit zweier Künstler bzw. Werkstätten. Der Maler Januarius Zick, seit 1760 Hofmaler am Hofe des Kurfürsten von Trier, lieferte die Motive, sein Freund, der Möbelschreiner und Holzkünstler David Roentgen aus Neuwied am Rhein setze diese großformatig und mit feinster Einlegearbeit aus prächtigen Hölzern um. Die ursprüngliche Farbgebung ist nur noch in Resten vorhanden. Die Zusammenarbeit der beiden Künstler und insbesondere die technischen und betriebswirtschaftlichen Neuerungen David Roentgens, der die Werkstatt seines Vaters Abraham Roentgen sukzessive übernommen und weitergeführt hatte, war für David Roentgen der Weg zum internationalen Ruhm.
Die beiden großformatigen Wandtafeln gehören seit 1871 zum Bestand des Museums für angewandte Kunst Wien und damit zu den Objekten aus der Gründungsphase des Museums.
Ein großer Bewunderer der Tafeln und der Möbelkunst des Kunstschreiners David Roentgen war der Wiener Architekt Adolf Loos. Er erinnerte sich, die Marketerien schon als Kind gesehen zu haben, was bei ihm einen tiefen Eindruck hinterlassen hat.
„Durch seine hölzernen wandbilder ließ mich David Roentgen einen blick in mein jahrhundert werfen. Ich verstand ihn sofort: nicht mehr um möbel handelt es sich, sondern um wände. Wir würden sagen: um eingebaute möbel. Darauf beruht der starke eindruck jener tafeln auf jeden unverdorbenen menschen, also auf jedes kind.“